# ابژه‌های تکین معماری
ابژه‌های تکین معماری (به انگلیسی: The Singular Objects of Architecture) یکی از کتاب‌های فیلسوف فرانسوی، ژان بودریار است که در نتیجه دو گفتگو با معمار فرانسوی ژان نوول شکل گرفته‌است. بودریار در کنار نوول در این کتاب به مسائل بنیادینی چون سیاست، هویت و زیبایی‌شناسی پرداخته و امکانات معماری مدرن و آینده حیات مدرن ما را کنکاش می‌کنند. از عناوینی که این دو در این کتاب در موردش صحبت می‌کنند می‌توان به ایده‌آل شفافیت، شهر نیویورک، موزه گوگنهایم بیلبائو اثر فرانک گهری و بیشتر از همه مرکز ژرژ پمپیدو یا با عبارتی بوبور در فرانسه اشاره کرد.
ابژه‌های تکین معماری تلاش دارد تا با پر کردن شکاف میان مباحث فلسفی و معماری، همزمان با تقویت گفتمان نظریه معماری معاصر، ایده‌های فلسفی عمیق را در یک نمونه عینی چون معماری بیشتر بررسی کند.در این چارچوب ایده‌هایی چون تکینگی، دنیای واقعی، دنیای مجازی، فرا-واقعیت و رابطه انسان با تکنولوژی و رسانه بیشتر مورد بحث قرار می‌گیرند.
نسخه اصلی این کتاب فرانسوی بوده، اما پس از ترجمه آن در سال ۲۰۰۲ توسط رابرت بونونو به انگلیسی شهرت دوباره ای پیدا کرد. ترجمه انگلیسی با مقدمه‌ای از کی مایکل هیز همراه شده بود و آن را انتشارات دانشگاه مینه‌سوتا منتشر کرد.

## خلاصه[۶]
این کتاب شامل دو گفتگو است که در هر گفتگو در مورد موضوعات مختلفی بحث می‌شود:
گفتگوی اول:
رادیکالیته - ابژهٔ تکین معماری - توهم، مجازیت و واقعیت - آفرینش و نسیان - نیویورک یا آرمانشهر - اغوا، تحریک، رمزورازها - زیبایی‌شناسی مدرنیته - هنر، معماری و پست مدرنیته- ناامیدی بصری، ناامیدی فکری - زیبایی‌شناسی ناپدیداری -زیست‌شناسی امرپیدا - لذت گرایی نو؟
گفتگوی دوم:
حقیقت در معماری- برج دیگری برای بوبور - خرد معمارانه- شهر فردا- معماری مجازی، معماری واقعی - مدلسازی کامپیوتری و معماری - شفافیت - نور به مثابه ماده - ناپدیداری - تکینگی -مسئلهٔ سبک - سازش غیرموجه - آزادی به مثابه خودشکوفایی